# Brämhults församling
Brämhults församling är en församling i Borås pastorat i Redvägs och Ås kontrakt i Skara stift. Församlingen ligger i Borås kommun i Västra Götalands län.

## Administrativ historik
Församlingen har medeltida ursprung.
Församlingen var till 1650 annexförsamling i pastoratet Rångedala, Toarp, Äspered, Tärby, Varnum och Brämhult. Från 1650 till 1939 annexförsamling i pastoratet Borås och Brämhult som även omfattade: till 1911 Torpa församling, till 1672 och mellan 1689 och 1860 Fristads församling, Borgstena församling och Gingri församling. Från 1939 till 2014 annexförsamling i pastoratet Borås Gustav Adolf och Brämhult.o Från 2014 ingår församlingen i Borås pastorat.

## Kyrkor
- Brämhults kyrka